# أسر جوي

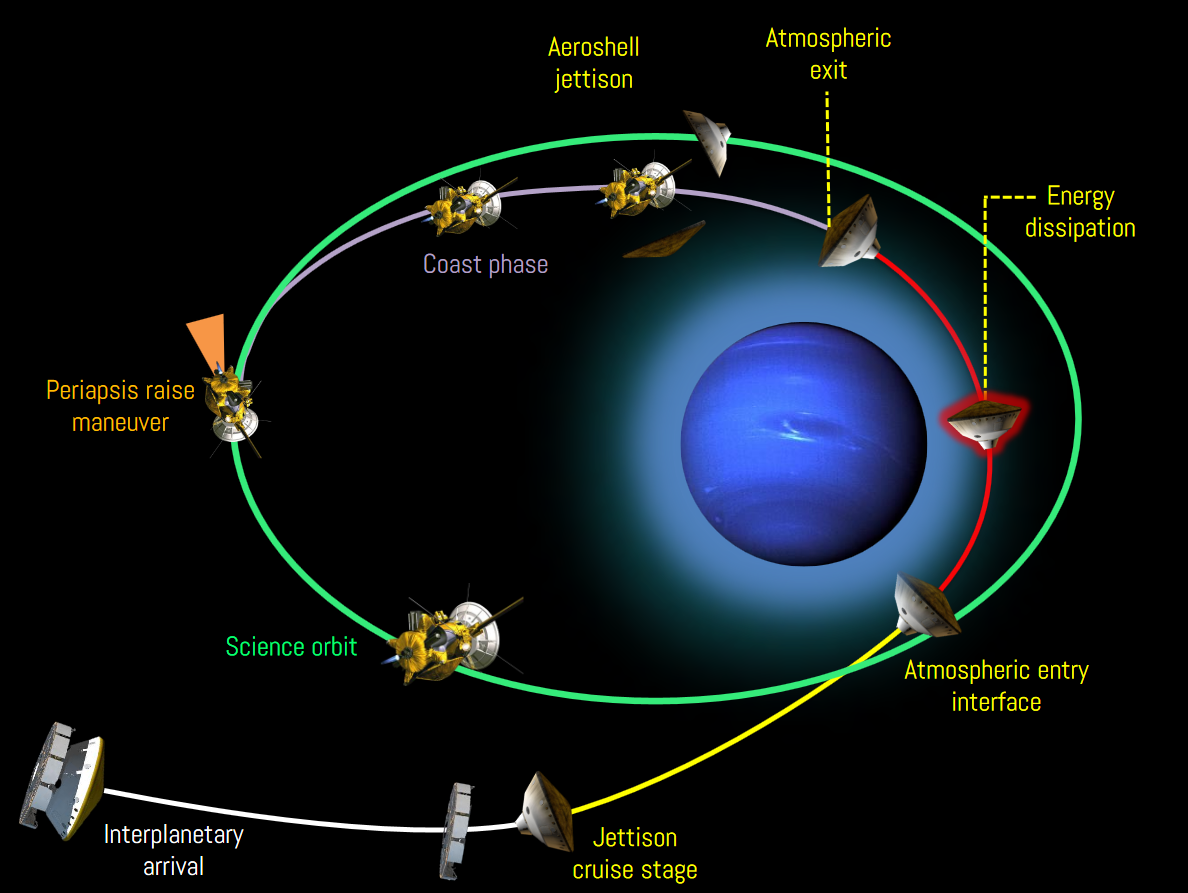

أسر جوي (بالإنجليزية: Aerocapture)، وهي مناورة مدارية تستخدم فيها المركبة الفضائية قوى السحب الديناميكية الهوائية عن طريق مرورها مرةً واحدةً عبر الغلاف الجوي لأحد الكواكب لخفض سرعتها حتى تدخل في مدارها حول هذا الكوكب.
يقوم الأسر الجوي على استخدام الغلاف الجوي للقمر أو الكوكب لتحقيق مناورة إدخال مداري سريعة دون استهلاك كبير للمادة الدافعة بالمركبة حتى تستقر المركبة في مدارها العلمي. تبدأ مناورة الأسر الجوي مع دخول المركبة الفضائية في الغلاف الجوي للجرم المستهدف عقب خروجها من مسار الاقتراب بين الكوكبي. تنخفض سرعة المركبة بسبب قوى السحب الديناميكية الهوائية الناتجة عن انخفاض المركبة في الغلاف الجوي للكوكب. وبعد خفض سرعة المركبة بما يكفي حتى تأسرها جاذبية الكوكب في مدار حوله، تخرج المركبة من الغلاف الجوي ثم تحرق محركاتها كميةً ضئيلةً من المادة الدافعة عند مرورها الأول بنقطة الأوج المداري لزيادة ارتفاع نقطة الحضيض المداري لرفعها خارج الغلاف الجوي للكوكب. يمكن أن تحتاج المركبة إلى تشغيل محركاتها لحرق كميات إضافية ضئيلة من المادة الدافعة بغرض تصحيح بعض الأخطاء على أوج المدار والميل المداري المستهدفين قبل أن تستقر المركبة في مدارها العلمي الأولي.
ومقارنةً بمناورات دخول المدار التقليدية المعتمدة على استخدام المادة الدافعة، يمكن أن تستخدم طريقة التباطؤ تلك، والتي تعتبر شبه خالية من استخدام الوقود، في خفض كتلة المركبة الفضائية بين الكوكبية بشكل كبير؛ إذ تمثل كتلة المادة الدافعة المستخدمة في مناورة دخول المدار جزءًا كبيرًا من كتلة المركبة الفضائية. ويسمح الاقتصاد في كتلة المادة الدافعة بإضافة المزيد من الأجهزة العلمية إلى المهمة، أو باستخدام مركبة فضائية أصغر وأقل تكلفةً، وبالتالي يمكن استخدام مركبة إطلاق أصغر وأقل تكلفةً أيضًا.
يجب أن تكون المركبة الفضائية مُزودةً بدرع جوي من الخارج (أو منظومة يمكن أن تغطي المركبة عند دخول الغلاف الجوي) مع نظام للحماية الحرارية؛ بسبب تعرض المركبة للحرارة الديناميكية الهوائية خلال مرورها عبر الغلاف الجوي. يمكن أن تحتاج المركبة أيضًا إلى نظام توجيه ذاتي مغلق خلال مناورتها حتى يُتيح للمركبة استهداف المدار المطلوب تحقيقه، وليقود المركبة أيضًا حتى تخرج من الغلاف الجوي عند تبديد ما يكفي من الطاقة الحركية لدخول المدار. يمكن أن تحتاج المركبة الفضائية إلى استخدام درع جوي رافع، أو نظام للتحكم في قوى السحب قادر على تغيير مساحة السحب للمركبة أثناء تحليقها عبر الغلاف الجوي؛ وذلك لضمان السيطرة الكاملة على المركبة لتجنب اختراقها للغلاف الجوي بشكل عميق، أو خروجها مبكرًا منه دون تبديد ما يكفي من الطاقة لدخول المدار.
أثبتت مناورة الأسر الجوي قابليتها للتنفيذ في مهمات كوكب الزهرة، والأرض، والمريخ، والقمر تيتان باستخدام مركبات دخول الغلاف الموجودة حاليًا مع الاستعانة بأنظمة الحماية الحرارية. تُجرى دراسات حاليًا على تقييم قابلية تنفيذ هذه المناورة في رحلات كوكب أورانوس ونبتون لدعم المهمات المستقبلية في العقد القادم. ويعتبر تنفيذ هذه المناورة عند كوكبي المشتري وزحل هدفًا طويل المدى؛ إذ تُسبب قوى الجاذبية الضخمة لهذين الكوكبين سرعات دخول جوي مرتفعةً للغاية وبيئات حراريةً جويةً قاسيةً، ما يجعل من هذه المناورة خيارًا غير محبذ، بل من الممكن أن يكون خيارًا مستحيلًا في هذه المهمات. ومع ذلك، يمكن استخدام هذه المناورة في الغلاف الجوي للقمر تيتان لإدخال مركبة فضائية في مدار حول كوكب زحل.

## مزايا الأسر الجوي
يعمل فنيو وكالة ناسا على تطوير وسائل لوضع المركبات الفضائية الروبوتية في مدارات علمية طويلة الأمد حول الأجرام البعيدة بالمجموعة الشمسية دون الحاجة إلى استخدام حمولات ثقيلة من الوقود، والتي كانت تحد في الماضي من أداء المركبة، ومدة المهمة، والكتلة المتاح استخدامها للحمولات العلمية.
أظهرت إحدى الدراسات أن استخدام مناورة الأسر الجوي، مقارنةً بأفضل طريقة بعد هذه المناورة، وهي استخدام المواد الدافعة مع الكبح الجوي، يمكن أن يسمح بزيادة كبيرة في الحمولة العلمية بالمهمات، والتي تتراوح بين زيادة بنسبة 79% في مهمات كوكب الزهرة، وبنسبة 280% في مهمات القمر تيتان، وبنسبة 832% في مهمات كوكب نبتون. وعلاوةً على ذلك، أظهرت هذه الدراسة أن استخدام طريقة الأسر الجوي يمكن أن تُتيح تنفيذ المهمات المفيدة علميًا إلى كوكبي المشتري وزحل.
قُيمت طريقة الأسر الجوي أيضًا لاستخدامها في البعثات المأهولة إلى كوكب المريخ، ووُجد أنها تقدم مزايا كبيرة من ناحية كتلة المهمة. ومع ذلك، يجب أن يكون مسار المركبة في مثل هذه المهمات مُحددًا بدقة لتجنب الآثار الضارة الواقعة على الطاقم نتيجة التباطؤ الشديد للمركبة. وبالرغم من وجود قيود مماثلة على مسارات المركبات الروبوتية، فإن القيود البشرية أكثر صرامةً، خاصةً في ضوء تأثيرات التعرض المطول للجاذبية الصغرى على قدرة تحمل الطاقم لقوى التسارع. 